# Tratteggigrafo
Il tratteggigrafo è un apparecchio utilizzato per il disegno tecnico e per la grafica.
È un righello scorrevole collegato ad un'asta verticale che, tramite un piccolo congegno a pulsante, ne permette lo spostamento a scatti uniformi la cui ampiezza viene stabilita regolando una manopola. La possibilità di regolazione varia tra qualche decimo di millimetro fino a 5-6 millimetri, per eseguire tratteggi di maggior ampiezza è sufficiente impostare un sottomultiplo della misura desiderata e replicare la pressione sul pulsante.
Ne esistono di diverse forme: in legno e metallo o di materiale plastico. Il righello è di materiale plastico trasparente, lungo tra i 20 e i 30 cm. È possibile, utilizzando appositi attacchi e rimuovendo il righello, applicare maschere perforate con disegni grafici e ripeterli in sequenza.